# ディクチオグロムス属
ディクチオグロムス属（ディクチオグロムスぞく、Dictyoglomus）は、グラム陰性の細菌の属である。細菌としては極端な好熱菌で、80℃近くの高温でも生きられる。化学有機栄養であり、有機物を代謝してエネルギーを得る。またキシロースのヘテロポリマーであるキシランを分解するキシラナーゼを合成することで興味を持たれている。この酵素で木材パルプを処理すると、塩素漂白に匹敵する白さになる。
タイプ種のD. thermophilumは、複数の細胞が共通の細胞壁に囲まれた特徴的な集団を作る。3層の細胞外皮（細胞膜、中間層、外膜）をもつことがある。